# Zygophyllum steropterum
Zygophyllum steropterum är en pockenholtsväxtart som beskrevs av Alexander Gustav von Schrenk. Zygophyllum steropterum ingår i släktet Zygophyllum och familjen pockenholtsväxter. Inga underarter finns listade i Catalogue of Life.